# Championnats du monde de patinage artistique 1976
Navigation
Mondiaux 1975 Mondiaux 1977
Les championnats du monde de patinage artistique 1976 ont lieu du 2 au 7 mars 1976 au Scandinavium de Göteborg en Suède.
Les soviétiques Lioudmila Pakhomova et Alexandr Gorshkov remportent leur 6e titre mondial de danse sur glace, record qui n'a jamais été égalé jusqu'à présent.

## Qualifications
Les patineurs sont éligibles à l'épreuve s'ils représentent une nation membre de l'Union internationale de patinage (International Skating Union en anglais). Les fédérations nationales sélectionnent leurs patineurs en fonction de leurs propres critères.
Sur la base des résultats des championnats du monde 1975, l'Union internationale de patinage autorise chaque pays à avoir de une à trois inscriptions par discipline. 

## Podiums
| Épreuves                            | Or                                       | Argent                             | Bronze                             |
| ----------------------------------- | ---------------------------------------- | ---------------------------------- | ---------------------------------- |
| Messieurs résultats détaillés       | John Curry                               | Vladimir Kovalev                   | Jan Hoffmann                       |
| Dames résultats détaillés           | Dorothy Hamill                           | Christine Errath                   | Dianne de Leeuw                    |
| Couples résultats détaillés         | Irina Rodnina / Aleksandr Zaïtsev        | Romy Kermer /Rolf Österreich       | Irina Vorobieva / Aleksandr Vlasov |
| Danse sur glace résultats détaillés | Lioudmila Pakhomova / Aleksandr Gorchkov | Irina Moïsseïeva / Andrei Minenkov | Colleen O'Connor / James Millns    |

## Tableau des médailles
| Rang  | Nation             | Or | Argent | Bronze | Total |
| ----- | ------------------ | -- | ------ | ------ | ----- |
| 1     | Union soviétique   | 2  | 2      | 1      | 5     |
| 2     | États-Unis         | 1  | 0      | 1      | 2     |
| 3     | Royaume-Uni        | 1  | 0      | 0      | 1     |
| 4     | Allemagne de l'Est | 0  | 2      | 1      | 3     |
| 5     | Pays-Bas           | 0  | 0      | 1      | 1     |
| Total | Total              | 4  | 4      | 4      | 12    |

## Détails des compétitions

### Messieurs
| Rang | Nom                  | Nation               | Places | Points | Fig. impo. | Prog. court | Prog. libre |
| ---- | -------------------- | -------------------- | ------ | ------ | ---------- | ----------- | ----------- |
| 1    | John Curry           | Royaume-Uni          | 13     | 191.18 | 2          | 3           | 1           |
| 2    | Vladimir Kovalev     | Union soviétique     | 15     | 189.84 | 1          | 5           | 4           |
| 3    | Jan Hoffmann         | Allemagne de l'Est   | 29     | 187.92 | 3          | 2           | 3           |
| 4    | Toller Cranston      | Canada               | 34     | 186.26 | 5          | 1           | 2           |
| 5    | David Santee         | États-Unis           | 47     | 184.34 | 4          | 7           | 7           |
| 6    | Terry Kubicka        | États-Unis           | 52     | 183.33 | 7          | 4           | 5           |
| 7    | Minoru Sano          | Japon                | 62     | 181.22 | 6          | 6           | 6           |
| 8    | Igor Bobrin          | Union soviétique     | 74     | 175.46 | 8          | 10          | 9           |
| 9    | Robin Cousins        | Royaume-Uni          | 79     | 173.78 | 14         | 8           | 8           |
| 10   | Pekka Leskinen       | Finlande             | 102    | 168.36 | 10         | 11          | 13          |
| 11   | Konstantin Kokora    | Union soviétique     | 101    | 168.96 | 11         | 12          | 10          |
| 12   | Mitsuru Matsumura    | Japon                | 101    |        | 13         | 9           | 11          |
| 13   | Christophe Boyadjian | France               | 124    |        | 12         | 13          | 15          |
| 14   | Zdeněk Pazdírek      | Tchécoslovaquie      | 125    |        | 9          | 15          | 16          |
| 15   | Grzegorz Głowania    | Pologne              | 139.5  |        | 20         | 14          | 12          |
| 16   | Ted Barton           | Canada               | 139.5  |        | 17         | 17          | 14          |
| 17   | Kenneth Polk         | Canada               | 142    |        | 15         | 16          | 18          |
| 18   | Glyn Jones           | Royaume-Uni          | 163    |        | 19         | 20          | 17          |
| 19   | Gerd-Walter Gräbner  | Allemagne de l'Ouest | 173    |        | 18         | 19          | 19          |
| 20   | Thomas Öberg         | Suède                | 175    |        | 16         | 18          | 20          |
| 21   | Flemming Söderquist  | Danemark             | 189    |        | 21         | 21          | 21          |

### Dames
| Rang | Nom                       | Nation               | Places | Points | Fig. impo. | Prog. court | Prog. libre |
| ---- | ------------------------- | -------------------- | ------ | ------ | ---------- | ----------- | ----------- |
| 1    | Dorothy Hamill            | États-Unis           | 10     | 192.66 | 2          | 1           | 1           |
| 2    | Christine Errath          | Allemagne de l'Est   | 22     | 190.04 | 4          | 2           | 2           |
| 3    | Dianne de Leeuw           | Pays-Bas             | 22     | 189.94 | 3          | 3           | 4           |
| 4    | Anett Pötzsch             | Allemagne de l'Est   | 41     | 185.16 | 5          | 6           | 5           |
| 5    | Linda Fratianne           | États-Unis           | 43     | 185.16 | 6          | 5           | 3           |
| 6    | Isabel de Navarre         | Allemagne de l'Ouest | 55     | 183.22 | 1          | 7           | 12          |
| 7    | Lynn Nightingale          | Canada               | 66     | 180.44 | 7          | 4           | 8           |
| 8    | Wendy Burge               | États-Unis           | 69     | 180.22 | 8          | 8           | 6           |
| 9    | Dagmar Lurz               | Allemagne de l'Ouest | 80     | 178.44 | 9          | 10          | 7           |
| 10   | Susanna Driano            | Italie               | 88     | 176.24 | 10         | 9           | 10          |
| 11   | Elena Vodorezova          | Union soviétique     | 103    | 172.82 | 15         | 12          | 9           |
| 12   | Kim Alletson              | Canada               | 105    |        | 13         | 11          | 11          |
| 13   | Karena Richardson         | Royaume-Uni          | 117    |        | 14         | 13          | 14          |
| 14   | Grażyna Dudek             | Pologne              | 131    |        | 17         | 15          | 15          |
| 15   | Denise Biellmann          | Suisse               | 138    |        | 21         | 18          | 13          |
| 16   | Claudia Kristofics-Binder | Autriche             | 149    |        | 16         | 19          | 16          |
| 17   | Emi Watanabe              | Japon                | 146    |        | 11         | 16          | 18          |
| 18   | Eva Ďurišinová            | Tchécoslovaquie      | 158    |        | 18         | 17          | 17          |
| 19   | Yun Hyo-jean              | Corée du Sud         | 177    |        | 12         | 22          | 20          |
| 20   | Niina Kyöttinen           | Finlande             | 178    | 156.24 | 22         | 14          | 21          |
| 21   | Lise-Lotte Öberg          | Suède                | 182    |        | 19         | 20          | 19          |
| 22   | Sharon Burley             | Australie            | 197    |        | 20         | 21          | 22          |
| 23   | Bente Larsen              | Norvège              | 208    |        | 25         | 23          | 23          |
| 24   | Stella Bristing           | Danemark             | 215    |        | 24         | 24          | 24          |
| 25   | Gay Le Comte              | Nouvelle-Zélande     | 225    |        | 23         | 25          | 25          |

### Couples
| Rang | Nom                                     | Nation               | Places | Points | Prog. court | Prog. libre |
| ---- | --------------------------------------- | -------------------- | ------ | ------ | ----------- | ----------- |
| 1    | Irina Rodnina / Aleksandr Zaïtsev       | Union soviétique     | 9      | 140.94 | 1           | 1           |
| 2    | Romy Kermer / Rolf Österreich           | Allemagne de l'Est   | 23     | 136.88 | 2           | 2           |
| 3    | Irina Vorobieva / Aleksandr Vlasov      | Union soviétique     | 28     | 136.36 | 3           | 3           |
| 4    | Manuela Groß / Uwe Kagelmann            | Allemagne de l'Est   | 30     | 135.71 | 4           | 4           |
| 5    | Tai Babilonia / Randy Gardner           | États-Unis           | 48     | 132.16 | 5           | 6           |
| 6    | Nadezhda Gorshkova / Evgeni Shevalovski | Union soviétique     | 51     | 131.90 | 6           | 5           |
| 7    | Kerstin Stolfig / Veit Kempe            | Allemagne de l'Est   | 64     | 129.00 | 7           | 7           |
| 8    | Corinna Halke / Eberhard Rausch         | Allemagne de l'Ouest | 71     | 127.24 | 8           | 8           |
| 9    | Alice Cook / William Fauver             | États-Unis           | 86     | 123.30 | 9           | 9           |
| 10   | Ingrid Spieglová / Alan Spiegl          | Tchécoslovaquie      | 92.5   | 121.43 | 10          | 10          |
| 11   | Ursula Nemec / Michael Nemec            | Autriche             | 95     |        | 11          | 11          |
| 12   | Candace Jones / Don Fraser              | Canada               | 110.5  |        | 12          | 12          |
| 13   | Gabrielle Beck / Jochen Stahl           | Allemagne de l'Ouest | 111    |        | 13          | 13          |

### Danse sur glace
| Rang | Nom                                       | Nation               | Places | Points | Danses imposées | Danse libre |
| ---- | ----------------------------------------- | -------------------- | ------ | ------ | --------------- | ----------- |
| 1    | Lioudmila Pakhomova / Aleksandr Gorchkov  | Union soviétique     | 9      | 211.52 | 1               | 1           |
| 2    | Irina Moïsseïeva / Andrei Minenkov        | Union soviétique     | 19     | 205.44 | 2               | 2           |
| 3    | Colleen O'Connor / James Millns           | États-Unis           | 28     | 202.92 | 3               | 3           |
| 4    | Krisztina Regőczy / András Sallay         | Hongrie              | 36     | 200.32 | 4               | 4           |
| 5    | Natalia Linitchouk / Guennadi Karponossov | Union soviétique     | 43     | 198.46 | 5               | 5           |
| 6    | Janet Thompson / Warren Maxwell           | Royaume-Uni          | 55     | 192.52 | 6               | 6           |
| 7    | Barbara Berezowski / David Porter         | Canada               | 71     | 187.66 | 9               | 8           |
| 8    | Eva Peštová / Jiři Pokorný                | Tchécoslovaquie      | 78     | 185.60 | 8               | 9           |
| 9    | Teresa Weyna / Piotr Bojańczyk            | Pologne              | 75     | 187.42 | 7               | 7           |
| 10   | Susan Carscallen / Eric Gillies           | Canada               | 91     | 182.78 | 10              | 10          |
| 11   | Kay Barsdell / Kenneth Foster             | Royaume-Uni          | 97     |        | 11              | 11          |
| 12   | Susi Handschmann / Peter Handschmann      | Autriche             | 105    |        | 12              | 12          |
| 13   | Judi Genovesi / Kent Weigle               | États-Unis           | 119    |        | 13              | 13          |
| 14   | Stefania Bertele / Walter Cecconi         | Italie               | 127    |        | 14              | 14          |
| 15   | Isabella Rizzi / Luigi Freroni            | Italie               | 128    |        | 15              | 15          |
| 16   | Marie-Joëlle Michel / Frédéric Garcin     | France               | 149    |        | 16              | 16          |
| 17   | Elżbieta Wegrzyk / Andrzej Alberciak      | Pologne              | 156    |        | 17              | 18          |
| 18   | Susan Kelley / Andrew Stroukoff           | États-Unis           | 155    |        | 18              | 17          |
| 19   | Gabriele Schäfer / Robert Dietz           | Allemagne de l'Ouest | 169    |        | 19              | 19          |